# 1595 en France
Chronologie de la France
- 1591
- 1592
- 1593
- 1594
- 1595
- 1596
- 1597
- 1598
- 1599

## Événements
- Hiver 1594-1595 très rigoureux[1]. Le Rhône est gelé. La mer est prise à Marseille[2]. Gel d’oliviers en Languedoc.

- 17 janvier : le roi de France déclare formellement la guerre à l’Espagne[3].

- 5 février : révolte de Beaune contre la Ligue. Le maréchal de Biron entre dans la ville et assiège le château qui capitule après six semaines[3].
- 24 février-23 mars : assemblée protestante de Saumur, qui n’est pas autorisée par le roi[4]. Elle s’oppose à toute mesure tendant à restreindre le nombre des places de sûreté accordées aux Réformés (6 mars) et enjoint le 9 mars aux gouverneurs des places protestantes de les conserver, en dépit des ordres du roi.

- 13 avril : reprise du grand froid[1].

- 24 mai : départ du roi pour la Bourgogne. Avant son départ, durant le courant du mois de mai, il institue le conseil de direction des affaires et finances présidé par le prince de Conti, comprenant Schomberg, Forget de Fresnes, La Grange Le Roy, Sublet d’Heudicourt, Marcel et Guibert de Bussy, Blaise Méliand et Rosny, futur duc de Sully, qui après le départ du roi, abandonne le conseil et se retire à Moret[5].
- 28 mai : le maréchal de Biron prend possession de Dijon au nom du roi, qui le rejoint le 4 juin[3].
- Fin mai : Guy Éder de La Fontenelle s’installe dans l’île Tristan à Douarnenez d’où il dirige raids et pillages[6]. Fait prisonnier en octobre par François d’Epinay de Saint-Luc, commandant général des troupes royales en Bretagne, il est libéré contre rançon (avril 1596) et reprend ses pillages.

- 5 juin : Henri IV et Biron sont victorieux de la Ligue et les Espagnols à la bataille de Fontaine-Française en Bourgogne[7]. Dans le Nord, en Provence et en Bretagne, les royaux ont plus de difficultés : prise du Catelet, combat de Doullens (24 juillet).
- 20 juin : le duc de Bouillon prend Ham sur les Espagnols, dont la garnison est massacrée. Charles d’Humières, lieutenant général de Picardie, est tué[3].
- 25 juin : prise du Catelet par les Espagnols du comte de Fuentes[3].

- 6 juillet : condamnation du duc d’Aumale par le Parlement de Paris pour crime de lèse-majesté et saisie de ses biens ; il est écartelé en effigie en place de Grève[3].
- 24 juillet : le duc de Bouillon est battu par les Espagnols qui assiègent Doullens. Il perd près de deux mille hommes, dont Villars-Brancas et six cents gentilshommes[3].

- 31 juillet : prise de Doullens par les Espagnols[3].

- 13 août : 
  - début du siège de Cambrai par les Espagnols[8].
  - mort du duc de Nemours à Annecy[9].
- Septembre : combats indécis entre les Croquants et la noblesse limousine. Les Croquants rentrent dans leurs fermes pour effectuer les labours d’automne.
- 19 août : mort du maréchal d’Aumont des suites des blessures reçues au siège du château de Comper, près de Rennes[9].

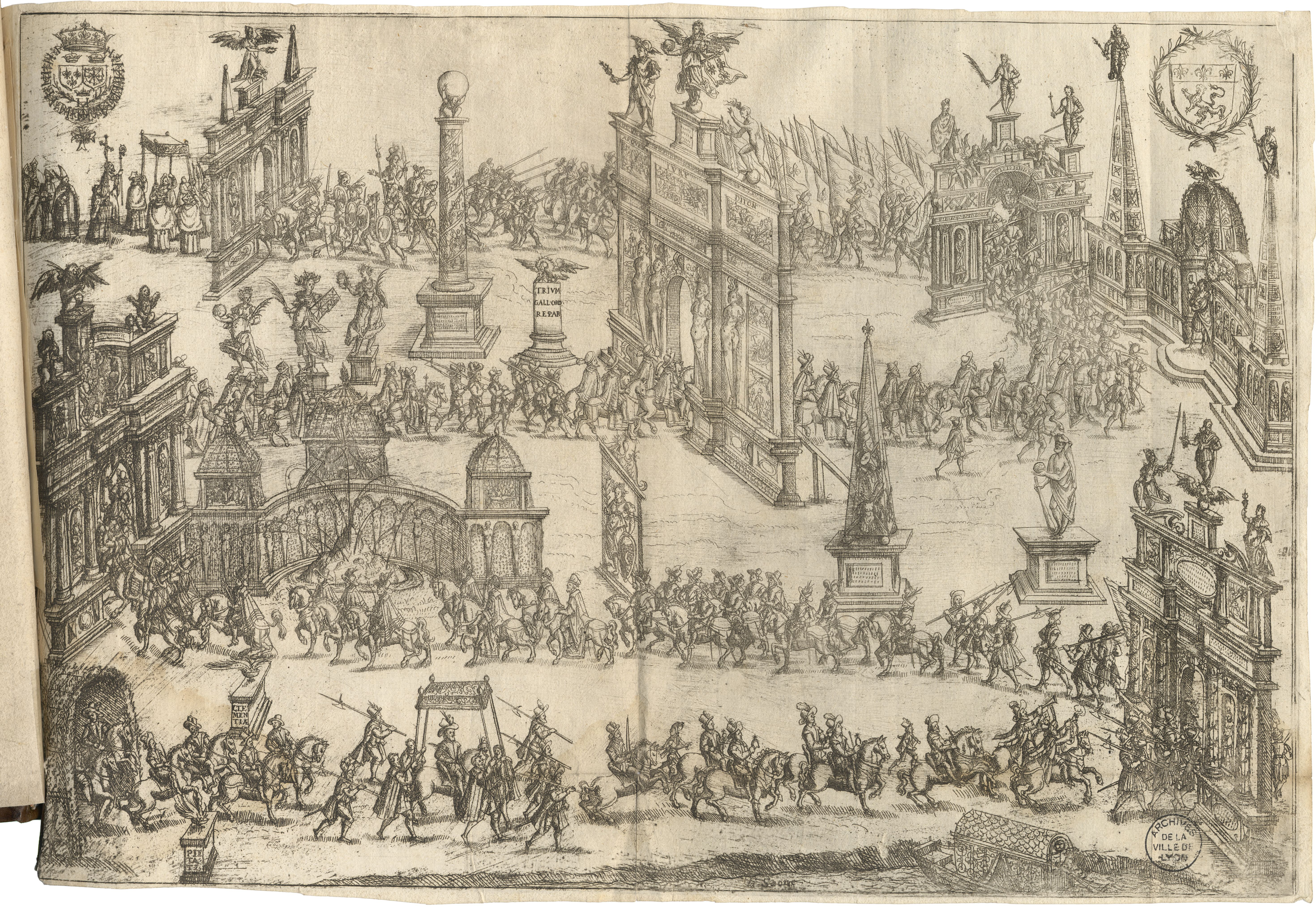
Entrée d’Henri IV à Lyon. Gravure de Jean Perrissin.

- 4 septembre : entrée d’Henri IV à Lyon[9].
- 15 septembre : Henri IV se rend en Picardie pour lever le siège de Cambrai[8].
- 17 septembre : le pape Clément VIII lève l’excommunication du roi. Le 7 décembre, il reconnait sa légitimité[7].
- 23 septembre : trêve de Taizey ; le roi accorde un armistice de trois mois à Charles de Mayenne, qui se soumet[10].

- 2 octobre : soulèvement des bourgeois de Cambrai contre le gouverneur du roi Balagny ; les Espagnols de Fuentes entrent dans la ville. Balagny, réfugié dans la citadelle, capitule le 9 octobre[3].
- 23 octobre : mort du duc de Nevers à Nesle[3].

- 8 novembre : Henri IV met le siège devant La Fère[11].

- Edmond Richer est nommé principal du collège du cardinal Lemoine à Paris[12].

## Naissances en 1595
- x

## Décès en 1595
- x